# Pellaea
Pellaea is een geslacht van bijna 70 soorten varens uit de lintvarenfamilie (Pteridaceae).
Pellaea-soorten zijn te vinden in tropische en subtropische streken van Noord-, Midden- en Zuid-Amerika, Centraal- en Zuid-Afrika, Zuidoost-Azië en Oceanië. Het zijn overwegend lithofytische planten, die groeien in ravijnen, kliffen en rotshellingen. Eén soort, Pellaea calomelanos, komt ook voor in het Spanje en op de Azoren.

## Naamgeving enetymologie
- Synoniemen: Bakeriopteris O. Ktze. (1891), Cincinalis Desvaux (1811), Crypteris Nuttall (1858), Holcochlaena Baker (1867), Holodanaea Presl (1845), Hymenoloma Davenport (1896), Ormopteris J. Smith (1875), Pellaeopsis J. Smith (1875), Platyloma J. Smith (1841), Pteridella Mett. ex Kuhn (1879), Synochlamys Fée (1857), Mildella Trevis. (1876)
- Engels: Cliff Brakes

De botanische naam Pellaea is afgeleid van het Oudgriekse πελλός (pellos), donker, naar de donkere, grijsgroene bladen.

## Kenmerken
Pellaea-soorten zijn litofytische varens met een kruipende, meestal vertakte rizoom bezet met lijnvormige tot lancetvormige, bruine of tweekleurige schubben. De bladen staan verspreid of in bundels en zijn van enkele cm tot 100 cm lang. De bladsteel is bruin, zwart, geel of grijs, rolrond, afgeplat of met een enkele groef, glad of behaard, met enkele schubben aan de basis, met een enkele vaatbundel. De bladen zijn eenvormig of vaag dimorf, lijnvormig tot ovaal of driehoekig, één- tot viermaal geveerd, lederachtig, aan de bovenzijde glad en matgroen gekleurd, aan de onderzijde glad of fijn behaard. De bladslipjes zijn meestal gesteeld, ovaal tot lijnvormig, meestal breder dan 4 mm, met een ronde of hartvormige basis, de randen over de hele lengte naar beneden omgekruld.
De sporenhoopjes staan langs de rand van de blaadjes aan de uiteinden van de nerven en worden beschermd door de over de ganse lengte omgekrulde bladranden, zogenaamde pseudo-indusia, die wit of groen gekleurd, smal en weinig uitgesproken zijn. Er zijn geen echte dekvliesjes. Tussen de sporenhoopjes staan dikwijls kliertjes die een meelachtige neerslag veroorzaken.

## Taxonomie
In de klassieke beschrijving is Pellaea een diverse, weinig gedefinieerde groep van varens met als gemeenschappelijke kenmerk de aanpassingen aan een xerofyte levenswijze, met onduidelijke relaties tussen de Noord-Amerikaanse, Zuid-Amerikaanse en Aziatische soorten, en met vage grenzen met de zustergeslachten Cheilanthes en Argyrochosma. Het is dus zeer waarschijnlijk een polyfyletische groep. Dikwijls wordt het geslacht onderverdeeld in een aantal secties die elk op zich de status van geslacht waard zijn, aangezien ze eerder getuigen van convergente evolutie bij varens met hetzelfde droge, stenige habitat, dan van een gemeenschappelijke afstamming.
- Pellaea sect. Pellaea: omvat de meeste Amerikaanse soorten en één Afrikaanse soort, P. rufa;
- Pellaea sect. Ormopteris: enkele Zuid-Amerikaanse soorten;
- Pellaea sect. Platyloma: soorten van Australië en Nieuw-Zeeland;
- Pellaea sect. Holcochlaena: omvat de overige Afrikaanse soorten en de enige Europese soort, P. calomelanos.

Het geslacht telt in de huidige indeling ongeveer zeventig soorten. De typesoort is Pellaea atropurpurea

### Soortenlijst
- Pellaea ambigua (Fée) Bak. (1867)
- Pellaea andromedifolia (Kaulf.) Fée (1850-52)
- Pellaea angolensis Schelpe (1976)
- Pellaea angulosa (Bory) Bak. (1874)
- Pellaea atropurpurea (L.) Link (1841)
- Pellaea boivinii Hook. (1858)
- Pellaea brachyptera (Moore) Baker (1874)
- Pellaea brasiliensis Bak. (1893)
- Pellaea breweri D. C. Eaton (1865)
- Pellaea bridgesii Hook. (1858)
- Pellaea calidirupium Brownsey & Lovis (1990)
- Pellaea calomelanos (Swartz) Link (1841)
- Pellaea connectens C. Chr. (1924)
- Pellaea cordifolia (Sessé & Moc.) A. R. Sm. (1980)
- Pellaea crenata Tryon (1942)
- Pellaea cymbiformis Prado (1993)
- Pellaea doniana (J. Sm.) Hook. (1858)
- Pellaea dura (Willd.) Bak. (1880)
- Pellaea falcata (R. Br.) Fée (1850-52)
- Pellaea flavescens Fée (1869)
- Pellaea gastonyi Windham (1993)
- Pellaea glabella Mett. ex Kuhn (1869)
- Pellaea ×glaciogena W.H.Wagner (1983)
- Pellaea gleichenioides (Gardn.) Christ (1902)
- Pellaea intermedia Mett. ex Kuhn (1869)
- Pellaea intramarginalis (Kaulf.) J. Sm. (1856)
- Pellaea leonardii (Maxon) comb. ined.
- Pellaea longipilosa Bonap. (1924)
- Pellaea lyngholmii Windham (1993)
- Pellaea mairei Brause (1914)
- Pellaea malabarica Madhus. & Jyothi ex Geev. (1993)
- Pellaea marginata Eat. (1859)
- Pellaea mucronata (D. C. Eaton) D. C. Eaton (1859)
- Pellaea myrtillifolia Mett. ex Kuhn (1869)
- Pellaea nana (Hook.) Bostock (1998)
- Pellaea nitidula (Hook.) Wall. ex Bak. (1867)
- Pellaea notabilis Maxon (1908)
- Pellaea ×oaxacana Mickel & Beitel (1988)
- Pellaea ovata (Desv.) Weath. (1936)
- Pellaea pallida Bak. (1874)
- Pellaea paradoxa (R. Br.) Hook. (1858)
- Pellaea patula (Baker) Ching (1965)
- Pellaea paupercula (Christ) Ching (1931)
- Pellaea pectiniformis Bak. (1874)
- Pellaea pinnata (Kaulf.) Prantl (1882)
- Pellaea pringlei Dav. (1891)
- Pellaea prolifera Schelpe (1968)
- Pellaea pteroides (L.) Prantl (1882)
- Pellaea quadripinnata (Forssk.) Prantl (1882)
- Pellaea riedelii Bak. (1891)
- Pellaea rinorensis Alderw. (1908)
- Pellaea robusta (Kuntze) Hook. (1858)
- Pellaea rotundifolia (Forst. f.) Hook. (1858)
- Pellaea rufa A.F.Tryon (1955)
- Pellaea sagittata (Cav.) Link (1841)
- Pellaea schweinfurthii Hier. ex Diels (1899)
- Pellaea smithii C. Chr. (1924)
- Pellaea straminea Ching (1931)
- Pellaea striata (Desv.) C. Chr. (1932)
- Pellaea ternifolia (Cav.) Lk. (1841)
- Pellaea timorensis Alderw.
- Pellaea tomentosa Bonap. (1917)
- Pellaea trichophylla (Baker) Ching (1965)
- Pellaea tripinnata Bak. (1889)
- Pellaea truncata Goodd. (1912)
- Pellaea viridis (Forssk.) Prantl (1882)
- Pellaea woodfordii (Wright) C. Chr. (1913)
- Pellaea wrightiana Hook. (1858)
- Pellaea yunnanensis Ching (1982)

... · P. atropurpurea · P. calomelanos · P. glabella · P. viridis · ...